# NGC 4839
NGC 4839 (другие обозначения — UGC 8070, MCG 5-31-25, ZWG 160.39, DRCG 27-31, PGC 44298) — эллиптическая галактика (E) в созвездии Волосы Вероники.
Этот объект входит в число перечисленных в оригинальной редакции «Нового общего каталога».
NGC 4839 — ярчайшая галактика скопления. В ней наблюдаются характерные градиенты поглощения магния